# Scrophularia variegata
Scrophularia variegata är en flenörtsväxtart. Scrophularia variegata ingår i släktet flenörter, och familjen flenörtsväxter.

## Underarter
Arten delas in i följande underarter:
- S. v. cinerascens
- S. v. rupestris
- S. v. variegata